# Kreisabteilung Camburg
| Basisdaten                                                     | Basisdaten  |
| -------------------------------------------------------------- | ----------- |
| Bestandszeitraum                                               | 1922–1939   |
| Verwaltungssitz                                                | Camburg     |
| Einwohner                                                      | 9607 (1933) |
| Gemeinden                                                      | 43 (1933)   |
|                                                                |             |
| Lage der Kreisabteilung Camburg im Land Thüringen im Jahr 1922 |             |

Die Kreisabteilung Camburg war von 1922 bis 1939 eine kreisähnliche Gebietskörperschaft im Land Thüringen. Der Kreissitz befand sich in der Stadt Camburg. Das Gebiet der ehemaligen Kreisabteilung gehört heute zum Landkreis Weimarer Land und zum Saale-Holzland-Kreis im Freistaat Thüringen sowie zum Burgenlandkreis im Land Sachsen-Anhalt.

## Geschichte
Nachdem 1920 der neue Freistaat Thüringen gegründet worden war, kam es 1922 zu einer umfassenden Gebietsreform. Aus der nördlich von Jena gelegenen sachsen-meiningischen Exklave Camburg, die zum Landkreis Saalfeld gehörte, wurde die Kreisabteilung Camburg gebildet. Am 1. April 1925 wechselte die Gemeinde Lachstedt aus dem Landkreis Weimar in die Kreisabteilung.
Am 1. April 1939 wurde die Kreisabteilung aufgelöst und in den benachbarten Landkreis Stadtroda eingegliedert.

## Einwohnerentwicklung
| Einwohner              | 1925 | 1933 |
| ---------------------- | ---- | ---- |
| Kreisabteilung Camburg | 9771 | 9607 |

## Städte und Gemeinden
Die Kreisabteilung Camburg umfasste eine Stadt und 42 weitere Gemeinden:
| Gemeinde 1925           | Gemeinde 2022           | Kreis                | Bundesland     |
| ----------------------- | ----------------------- | -------------------- | -------------- |
| Aue                     | OT von Molauer Land     | Burgenlandkreis      | Sachsen-Anhalt |
| Boblas                  | OT von Naumburg (Saale) | Burgenlandkreis      | Sachsen-Anhalt |
| Camburg                 | OT von Dornburg-Camburg | Saale-Holzland-Kreis | Thüringen      |
| Casekirchen             | OT von Molauer Land     | Burgenlandkreis      | Sachsen-Anhalt |
| Cauerwitz               | OT von Mertendorf       | Burgenlandkreis      | Sachsen-Anhalt |
| Crauschwitz             | OT von Molauer Land     | Burgenlandkreis      | Sachsen-Anhalt |
| Crölpa-Löbschütz        | OT von Naumburg (Saale) | Burgenlandkreis      | Sachsen-Anhalt |
| Döbrichau               | OT von Dornburg-Camburg | Saale-Holzland-Kreis | Thüringen      |
| Döbritschen             | OT von Dornburg-Camburg | Saale-Holzland-Kreis | Thüringen      |
| Eckolstädt              | OT von Bad Sulza        | Weimarer Land        | Thüringen      |
| Freiroda                | OT von Naumburg (Saale) | Burgenlandkreis      | Sachsen-Anhalt |
| Graitschen auf der Höhe | OT von Schkölen         | Saale-Holzland-Kreis | Thüringen      |
| Heiligenkreuz           | OT von Naumburg (Saale) | Burgenlandkreis      | Sachsen-Anhalt |
| Janisroda               | OT von Naumburg (Saale) | Burgenlandkreis      | Sachsen-Anhalt |
| Kaatschen               | OT von Großheringen     | Weimarer Land        | Thüringen      |
| Kleingestewitz          | OT von Molauer Land     | Burgenlandkreis      | Sachsen-Anhalt |
| Kleinprießnitz          | OT von Frauenprießnitz  | Saale-Holzland-Kreis | Thüringen      |
| Köckenitzsch            | OT von Molauer Land     | Burgenlandkreis      | Sachsen-Anhalt |
| Lachstedt               | OT von Schmiedehausen   | Weimarer Land        | Thüringen      |
| Leislau                 | OT von Molauer Land     | Burgenlandkreis      | Sachsen-Anhalt |
| Molau                   | OT von Molauer Land     | Burgenlandkreis      | Sachsen-Anhalt |
| Münchengosserstädt      | OT von Bad Sulza        | Weimarer Land        | Thüringen      |
| Neidschütz              | OT von Naumburg (Saale) | Burgenlandkreis      | Sachsen-Anhalt |
| Posewitz                | OT von Dornburg-Camburg | Saale-Holzland-Kreis | Thüringen      |
| Prießnitz               | OT von Naumburg (Saale) | Burgenlandkreis      | Sachsen-Anhalt |
| Rodameuschel            | OT von Frauenprießnitz  | Saale-Holzland-Kreis | Thüringen      |
| Schieben                | OT von Naumburg (Saale) | Burgenlandkreis      | Sachsen-Anhalt |
| Schinditz               | OT von Dornburg-Camburg | Saale-Holzland-Kreis | Thüringen      |
| Schleuskau              | OT von Frauenprießnitz  | Saale-Holzland-Kreis | Thüringen      |
| Schmiedehausen          |                         | Weimarer Land        | Thüringen      |
| Seidewitz               | OT von Molauer Land     | Burgenlandkreis      | Sachsen-Anhalt |
| Seiselitz               | OT von Mertendorf       | Burgenlandkreis      | Sachsen-Anhalt |
| Sieglitz                | OT von Molauer Land     | Burgenlandkreis      | Sachsen-Anhalt |
| Stöben                  | OT von Dornburg-Camburg | Saale-Holzland-Kreis | Thüringen      |
| Thierschneck            | OT von Dornburg-Camburg | Saale-Holzland-Kreis | Thüringen      |
| Tultewitz               | OT von Naumburg (Saale) | Burgenlandkreis      | Sachsen-Anhalt |
| Tümpling                | OT von Dornburg-Camburg | Saale-Holzland-Kreis | Thüringen      |
| Utenbach                | OT von Mertendorf       | Burgenlandkreis      | Sachsen-Anhalt |
| Weichau                 | OT von Großheringen     | Weimarer Land        | Thüringen      |
| Wichmar                 |                         | Saale-Holzland-Kreis | Thüringen      |
| Wonnitz                 | OT von Dornburg-Camburg | Saale-Holzland-Kreis | Thüringen      |
| Würchhausen             | OT von Wichmar          | Saale-Holzland-Kreis | Thüringen      |
| Zöthen                  | OT von Dornburg-Camburg | Saale-Holzland-Kreis | Thüringen      |